# ノラビッツミニッツ
ノラビッツミニッツ（NORABBITS'MINUTES）は、映画館のMOVIXおよび一部の松竹系劇場において、長編映画の上映開始前に5分弱程度上映されていたクレイアニメ。2007年6月29日をもって、映画館での上映は終了した。
映画館によって、公称上映開始時刻後（つまり、場内が暗くなってから）に上映されるところと、上映開始前の幕間にスクリーンに投影されるところとがあった。
2007年11月28日に、劇場公開分の4話＋未公開の1話とメイキングが収録されたDVDがリリースされた。
人間の世界と空想の世界の境目にある森という舞台設定で、地下のアパートで暮らすウサギのきょうだいノーラとミニの日常を描く。

## ストーリー
episode1
ある日の食卓にて、ミニ自慢の肉入りスープがどうしても飲めないノーラ。ミニの目を盗んでこっそりスープを捨てているところに、ニンジンたちが現れる。部屋の中を跳ね回る彼らを見て、おなかが空いて我慢できないノーラは・・・!?
episode2
ミニは食器を楽器代わりにして音楽家気取り。だがノーラに叱られ、ふてくされて家を飛び出してしまう。とぼとぼと歩いていたミニは、人間のゴミ捨て場でおもちゃのピアノを見つける。持ち帰って仲直りのきっかけにしようとしたが、そこにニンジンたちが現れ・・・。
episode3
ミニをモデルに大好きな絵を描くノーラ。だが飽きてしまったミニは、外へ飛び出していってしまう。そこは、一面真っ白の雪景色。大はしゃぎで裏の池へ駆け下りていったミニは、足を滑らせてしまった。慌てて掴んだのは、冬眠中のニンジンたちで・・・。
episode4
「ハッピーバースデイ」の巻・・・ある朝ミニの耳がなくなった!耳が生えてくるウサミミ草をとってきてほしいとノーラに頼むミニ。半信半疑でノーラがウサミミ草を取りに行っている間に、ミニはネットショッピングでケーキ作りセットを注文!なんと、今日はノーラの誕生日だったのだ。しかし、そんな二人に危険が・・・。
episode5
「初恋」の巻(劇場未公開)・・・ウサミミ草に恋をしてしまったノーラ。ノーラとウサミミ草はミニのことなどお構いなしに本を読んだり楽しそう。 相手にされず悲しいミニは怒って出て行ってしまうが2匹はまったく気にしていない。しかし、次第にウサミミ草はノーラの一途な愛情表現を持て余し始めて・・・。

## キャラクター
NORA（ノーラ）
体色は灰色。リコーダーのような声。気難しいが思慮深く、ミニを可愛がっている。趣味は読書と空想、特技は絵画と楽器と、芸術家肌。肉が食べられないベジタリアン。
MINI（ミニ）
体色は黒。口笛のような声。きょうだいの内ではまだ幼く、感情豊かですばしっこい。料理が得意。公式サイトによると、格闘技観戦が趣味らしい。
Carrots（ニンジン）
いつも二人一緒に行動するニンジン。よくウサギたちをからかう。たまに食べられたりするが、次の回では何事も無かったかのようにまた登場している。

## スタッフ
- キャラクターデザイン・脚本・監督：伊藤有壱
- 音楽：関口直人・松原正樹・南部晶江
- 編集：アクティブ・シネ・クラブ
- 音響効果：伊藤みずき
- 人形造形：佐々木リカ（白組）・元内義則
- 人形アニメーター・演出補：井上二美
- デジタルワーク：長井勝見・中西亮介・石塚傑・八木橋健治・田中里枝・西本浩介
- 造形：下村孝司・加藤友里・氏家裕太・土田朝子・橋本遥・宇賀神光佑・陣崎真枝・米崎信朗・倉内慎介・清水優子・溝口広幸
- 制作進行：大矢一成・山田真理
- 製作管理：高西和佳
- プロデューサー：瀬戸麻理子&田坂秀将（松竹株式会社）
- アニメーション制作：I.TOON